# Bolinha (jogador de futsal)
Thiago Teles Martins (São Paulo, 19 de fevereiro de 1987), mais conhecido como Bolinha, é um jogador de futsal brasileiro naturalizado azeri. Atualmente, joga pelo MFK Noril'sk Nickel e pela Seleção Azeri de Futsal na posição de pivô.